# Тоффоло, Гарри
Гарри Стефано Тоффоло (англ. Harry Stefano Toffolo; род. 19 августа 1995 года, Уэлин-Гарден-Сити, Англия, Великобритания) — английский футболист, левый защитник клуба «Ноттингем Форест».

## Карьера
Тоффоло начал свою карьеру в «Норвич Сити». Через три года после вступления в команду, присоединился к академии в марте 2011 года.
20 октября 2014 года Тоффоло присоединился к «Суиндон Таун» на правах аренды. Дебютировал в качестве замены в домашнем матче с «Колчестер Юнайтед».
29 января 2018 года Тоффоло подписал контракт с клубом Чемпионшипа «Миллуолл» до конца сезона. Но за свой единственный сезон за «Миллуолл» Гарри так и не сыграл не единого матча.
12 июня 2018 года Тоффоло подписал двухлетний контракт с клубом Лиги 2 «Линкольн Сити». Футболист сыграл в каждом из 46 матчей «Линкольна».
В межсезонье 2022 года Тоффоло перешёл в клуб Премьер-лиги «Ноттингем Форест». Забил свой первый гол за «Ноттингем Форест» 9 декабря 2023 года в матче против «Вулверхэмптон Уондерерс». 1 января 2024 года продлил свой контракт с командой на один год.

## Карьера в сборной
В конце февраля 2013 года Тоффоло впервые был вызван в сборную Англии до 18 лет. Он дебютировал в стартовом составе в товарищеском матче против сборной Бельгии.
Позже в том же 2013 году Гарри вызван в сборную Англии до 19 лет. 5 сентября 2013 года дебютировал за сборную до 19 лет в товарищеском матче против сборной Эстонии до 19 лет, матч завершился со счетом 6–1. 
В марте 2015 года футболист был приглашён в сборную Англии до 20 лет. Его дебют в составе сборной состоялся в товарищеском матче против США 29 марта 2015 года, где Англия выиграла со счетом 2–1.